# Tse Bonito, New Mexico
Tse Bonito, New Mexico (енгл. Tse Bonito) насељено је место без административног статуса у америчкој савезној држави Њу Мексико.

## Демографија
По попису из 2010. године број становника је 299, што је 38 (14,6%) становника више него 2000. године.
| Група             | 2000.      | 2010.      |
| Белци             | 59 (22,6%) | 51 (17,1%) |
| Афроамериканци    | 0 (0,0%)   | 0 (0,0%)   |
| Азијати           | 1 (0,4%)   | 0 (0,0%)   |
| Хиспаноамериканци | 11 (4,2%)  | 22 (7,4%)  |
| Укупно            | 261        | 299        |